# Эмирийская культура
Эмирийская культура (англ. Emiran) — культура, существовавшая в Леванте (Сирия, Израиль, Ливан, Иордания, Палестина) и Аравии в период между средним палеолитом и верхним палеолитом. Это самая древняя из известных культур верхнего палеолита.
Была распространена на Ближнем Востоке 47—36 тыс. лет назад. Выросла из местного варианта культуры мустье и эволюционировала в ахмариан — местную культуру верхнего палеолита. Создателями могут быть неандертальцы или люди современного типа.
Эмиранско-богуницкий комплекс индустрий представлен на Ближнем Востоке (Кзар-Акил в Ливане, Бокер-Тахтит в Израиле, Ючагизли в Турции), в Чехии (Богунице, Странска Скала, Лишень, Подоли, Тварожна), в Болгарии (Темната дупка), на Украине (Куличивка), на Алтае (Кара-Бом) и в  Северном Китае (Шуйдунгоу).